# Ahanta jezik
Ahanta jezik (ISO 639-3: aha), jedan od tri južnih bia jezika, šire skupine kwa, kojim govori 142 000 ljudi (2003) na jugozapadnoj obali Gane. Pripadnici etničke grupe zovu se Ahanta. Piše se na latinici.
Ahanti su sposobni komunicirati i na fantiju a razumiju i twi.

## Vanjske poveznice
- Ethnologue (14th)
- Ethnologue (15th)